# تیم ملی فوتبال زنان قزاقستان
تیم ملی فوتبال زنان قزاقستان نمایندهٔ زنان این کشور در ردهٔ ملی است. این تیم نخستین حضور خود در جام ملتهای آسیا را در سال ۱۹۹۵ انجام داد. در سال ۲۰۰۱ آنها به یوفا پیوستند و بازیهای مقدماتی را نیز در یوفا انجام دادند. در سال ۲۰۰۵ برای اولین بار در بازی‌های انتخابی جام ملتهای اروپا شرکت کردند. این تیم هم‌اکنون در ردهٔ ۶۶ام رده‌بندی جهانی فیفا زنان قرار دارد.

## پیشینهٔ جام جهانی
| جام جهانی | جام جهانی  | جام جهانی       | جام جهانی | جام جهانی | جام جهانی | جام جهانی | جام جهانی | جام جهانی | جام جهانی |
| سال       | نتیجه      | بازی انجام داده | برد       | تساوی*    | باخت      | گل زده    | گل خورده  | تفاضل گل  |           |
| --------- | ---------- | --------------- | --------- | --------- | --------- | --------- | --------- | --------- | --------- |
| ۱۹۹۱      | وارد نشد   | -               | -         | -         | -         | -         | -         | -         |           |
| ۱۹۹۵      | وارد نشد   | -               | -         | -         | -         | -         | -         | -         |           |
| ۱۹۹۹      | وارد نشد** | -               | -         | -         | -         | -         | -         | -         |           |
| ۲۰۰۳      | وارد نشد   | -               | -         | -         | -         | -         | -         | -         |           |
| ۲۰۰۷      | صعود نکرد  | -               | -         | -         | -         | -         | -         | -         |           |
| ۲۰۱۱      | صعود نکرد  | -               | -         | -         | -         | -         | -         | -         |           |
| ۲۰۱۵      | صعود نکرد  | -               | -         | -         | -         | -         | -         | -         |           |
| مجموع     | ۰/۷        | -               | -         | -         | -         | -         | -         | -         |           |

*نتایج شامل ضربات پنالتی نیز می‌شود.
**انجام شده در روند مسابقات انتخابی آسیا